# Kurt Russell
Kurt Russell (sinh ngày 17 tháng 3 năm 1951) là một nam diễn viên người Mỹ. Anh bắt đầu tham gia diễn xuất trên truyền hình năm 12 tuổi trong loạt phim miền Tây The Travels of Jaimie McPheeters (1963–1964). Vào cuối những năm 1960, ông ký hợp đồng 10 năm với Công ty Walt Disney, nơi mà theo Robert Osborne, ông đã trở thành ngôi sao hàng đầu của hãng phim những năm 1970.
Russell được đề cử giải Quả cầu vàng cho Nam diễn viên phụ xuất sắc nhất - Phim điện ảnh cho màn trình diễn của anh trong Silkwood (1983). Trong những năm 1980, anh đóng vai chính trong một số bộ phim của đạo diễn John Carpenter , bao gồm các vai phản anh hùng chẳng hạn như tướng quân cướp Snake Plissken trong bộ phim hành động tương lai Escape from New York (1981) và phần tiếp theo của nó là Escape from LA (1996), phi công trực thăng R. J. MacReady trong phim kinh dị The Thing (1982), tài xế xe tải Jack Burton trong phim hành động hài kung-fu Big Trouble in Little China (1986), và siêu sao nhạc rock and roll Elvis Presley trong Elvis (1979), bộ phim mà ông đã được đề cử cho giải Emmy .

Russell đóng vai chính trong một số bộ phim đáng chú ý khác, bao gồm The Best of Times (1986), Overboard (1987), Tango & Cash (1989), Backdraft (1991) Tombstone (1993), Stargate (1994), Executive Decision (1996), Vanilla Sky (2001), Miracle (2004), Sky High (2005), Death Proof (2007), The Hateful Eight (2015) và Once Upon a Time in Hollywood (2019). Anh ấy cũng xuất hiện trong loạt phim The Fast and the Furious với vai Mr. Nobody, đã đóng vai chính trong Furious 7 (2015), The Fate of the Furious (2017) và F9 (2021), vào vai Ego trong bộ phim Vũ trụ Điện ảnh Marvel (MCU) Guardians of the Galaxy Vol. 2 (2017) và series truyền hình Disney+ Whai If ...? (2021), và sau đó là miêu tả Ông già Noel trong The Christmas Chronicles (2018) và The Christmas Chronicles 2 (2020).

## Đầu đời
Sinh ra ở Springfield, Massachusetts , Russell là con trai của diễn viên Bing Russell (1926–2003) và vũ công Louise Julia (nhũ danh Crone) Russell. Anh ấy có ba chị gái, Jill, Jamie và Jody. Gia đình ông chuyển đến California khi anh còn là một đứa trẻ, và Russell được lớn lên ở vùng ngoại ô Thousand Oaks, Los Angeles. Russell chơi bóng chày liên đoàn nhỏ trong suốt những năm học cấp ba và cả trong các đội bóng chày ở trường trung học của anh ấy. Ông tốt nghiệp trường trung học Thousand Oaks ở California vào năm 1969. Cha của ông, Bing, chơi bóng chày chuyên nghiệp. Chị gái ông, Jill, là mẹ của cầu thủ bóng chày Matt Franco. Từ năm 1969 đến năm 1975, Russell phục vụ trong Lực lượng Vệ binh Quốc gia trên không California, và thuộc Cánh không vận Chiến thuật số 146, sau đó đóng tại Van Nuys.

## Đời tư

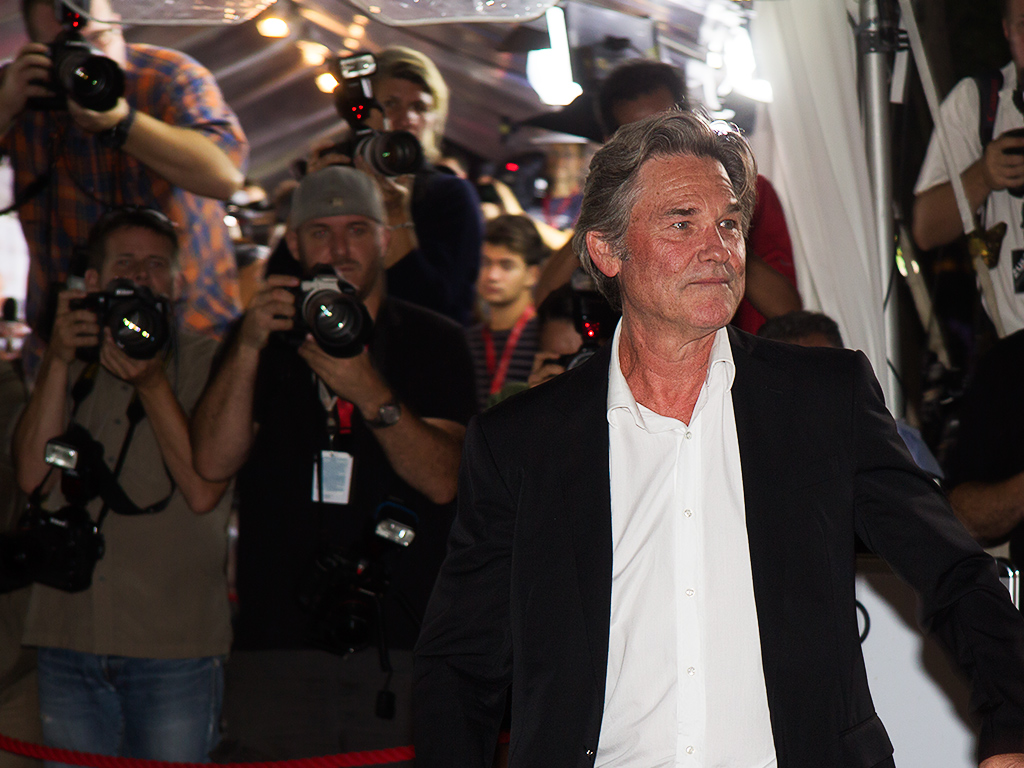
Russell tại Liên hoan phim Quốc tế Toronto 2013.

Russell kết hôn với nữ diễn viên Season Hubley, người mà anh gặp khi đóng phim Elvis, vào năm 1979, và có một con trai, Boston (sinh ngày 16 tháng 2 năm 1980). Sau khi ly hôn với Hubley vào năm 1983, Russell bắt đầu mối quan hệ với Goldie Hawn, và xuất hiện cùng cô trong Swing Shift và Overboard, trước đó đã xuất hiện cùng cô trong The One and Only, True, Original Family Band vào năm 1968. Họ có một con trai, Wyatt Russell (sinh ngày 10 tháng 7 năm 1986), và sở hữu nhà ở Vancouver, British Columbia; Làng Snowmass, Colorado; Manhattan, New York; Brentwood và Palm Desert, California. Con gái của Hawn với Bill Hudson, nữ diễn viên Kate Hudson, coi Russell là cha của mình. Trong một cuộc phỏng vấn với People vào tháng 12 năm 2020, Russell tiết lộ rằng ông và Hawn chưa bao giờ cảm thấy cần phải kết hôn, nói rằng "giấy đăng ký kết hôn sẽ không tạo ra bất cứ điều gì mà nếu không chúng tôi sẽ không có."
Russell là một người theo chủ nghĩa tự do. Năm 1996, ông được trích dẫn trên tờ Toronto Sun rằng: "Tôi được nuôi dưỡng với tư cách là một đảng viên Cộng hòa, nhưng khi tôi nhận ra rằng vào cuối ngày không có nhiều sự khác biệt giữa một đảng viên Dân chủ và Cộng hòa, tôi đã trở thành một người theo chủ nghĩa tự do." Tuy nhiên, vào năm 2020, ông tuyên bố rằng những người nổi tiếng nên giữ ý kiến chính trị của họ cho riêng mình, vì tin rằng điều đó sẽ ảnh hưởng tiêu cực đến công việc của họ.
Russell là một thợ săn và một người ủng hộ trung thành cho quyền sử dụng súng, và nói rằng việc kiểm soát súng sẽ không làm giảm chủ nghĩa khủng bố. Anh cũng là một phi công tư nhân được FAA cấp phép với xếp hạng đơn / đa động cơ và thiết bị, và là Thành viên Hội đồng Danh dự của tổ chức hàng không nhân đạo Wings of Hope.
Vào tháng 2 năm 2003, Russell và Hawn chuyển đến Vancouver, British Columbia để con trai của họ có thể chơi khúc côn cầu.

## Danh sách phim

### Điện ảnh
| Năm  | Phim                                            | Vai diễn                             | Ghi chú                           |
| ---- | ----------------------------------------------- | ------------------------------------ | --------------------------------- |
| 1963 | It Happened at the World's Fair                 | Cậu bé Kicking Mike                  | Uncredited cameo                  |
| 1964 | Guns of Diablo                                  | Jamie McPheeters                     |                                   |
| 1966 | Follow Me, Boys!                                | Whitey                               |                                   |
| 1967 | Mosby's Marauders                               | Willie Prentiss                      | [ 2 ]                             |
| 1968 | The One and Only, Genuine, Original Family Band | Sidney Bower                         |                                   |
| 1968 | The Horse in the Gray Flannel Suit              | Ronnie Gardner                       |                                   |
| 1969 | Guns in the Heather                             | Rich Evans                           | USA title: Secret of Boyne Castle |
| 1969 | The Computer Wore Tennis Shoes                  | Dexter Riley                         |                                   |
| 1971 | The Barefoot Executive                          | Steven Post                          |                                   |
| 1971 | Fools' Parade                                   | Johnny Jesus                         |                                   |
| 1972 | Now You See Him, Now You Don't                  | Dexter Riley                         |                                   |
| 1973 | Charley and the Angel                           | Ray Ferris                           |                                   |
| 1973 | Superdad                                        | Bart                                 |                                   |
| 1975 | The Strongest Man in the World                  | Dexter Riley                         |                                   |
| 1975 | The Deadly Tower                                | Charles Joseph Whitman               |                                   |
| 1976 | The Captive: The Longest Drive 2                | Morgan "Two Persons" Bodeen          |                                   |
| 1980 | Used Cars                                       | Rudy Russo                           |                                   |
| 1981 | Escape from New York                            | Snake Plissken                       |                                   |
| 1981 | The Fox and the Hound                           | Copper                               | Lồng tiếng                        |
| 1982 | The Thing                                       | R.J. MacReady                        |                                   |
| 1983 | Silkwood                                        | Drew Stephens                        |                                   |
| 1984 | Swing Shift                                     | Lucky Lockhart                       |                                   |
| 1985 | The Mean Season                                 | Malcolm Anderson                     |                                   |
| 1986 | The Best of Times                               | Reno Hightower                       |                                   |
| 1986 | Big Trouble in Little China                     | Jack Burton                          |                                   |
| 1987 | Overboard                                       | Dean Proffitt                        |                                   |
| 1988 | Tequila Sunrise                                 | Nick Frescia                         |                                   |
| 1989 | Winter People                                   | Wayland Jackson                      |                                   |
| 1989 | Tango & Cash                                    | Lieutenant Gabriel Cash              |                                   |
| 1991 | Backdraft                                       | Stephen McCaffrey / Dennis McCaffrey |                                   |
| 1992 | Unlawful Entry                                  | Michael Carr                         |                                   |
| 1992 | Captain Ron                                     | Captain Ron Rico                     |                                   |
| 1993 | Tombstone                                       | Wyatt Earp                           |                                   |
| 1994 | Forrest Gump                                    | Elvis Presley                        | Uncredited voice role             |
| 1994 | Stargate                                        | Colonel Jonathan "Jack" O'Neil       |                                   |
| 1996 | Executive Decision                              | David Grant                          |                                   |
| 1996 | Escape from L.A.                                | "Snake" Plissken                     | Also writer and producer          |
| 1997 | Breakdown                                       | Jeff Taylor                          |                                   |
| 1998 | Soldier                                         | Todd 3465                            |                                   |
| 2001 | 3000 Miles to Graceland                         | Michael Zane                         |                                   |
| 2001 | Vanilla Sky                                     | Curtis McCabe                        |                                   |
| 2002 | Interstate 60                                   | Captain Ives                         |                                   |
| 2002 | Dark Blue                                       | Eldon Perry                          |                                   |
| 2004 | Miracle                                         | Herb Brooks                          |                                   |
| 2004 | Jiminy Glick in Lalawood                        | Chính mình                           |                                   |
| 2005 | Sky High                                        | Steve Stronghold / The Commander     |                                   |
| 2005 | Dreamer                                         | Ben Crane                            |                                   |
| 2006 | Poseidon                                        | Robert Ramsey                        |                                   |
| 2007 | Death Proof                                     | Stuntman Mike McKay                  |                                   |
| 2007 | Cutlass                                         | Ông bố                               | Phim ngắn                         |
| 2011 | Touchback                                       | Coach Hand                           |                                   |
| 2013 | The Art of the Steal                            | Crunch Calhoun                       |                                   |
| 2014 | The Battered Bastards of Baseball               | Chính mình                           | Phim tài liệu                     |
| 2015 | Furious 7                                       | Mr. Nobody                           |                                   |
| 2015 | Bone Tomahawk                                   | Sheriff Franklin Hunt                |                                   |
| 2015 | The Hateful Eight                               | John Ruth                            |                                   |
| 2016 | Deepwater Horizon                               | Jimmy Harrell                        |                                   |
| 2017 | The Fate of the Furious                         | Mr. Nobody                           |                                   |
| 2017 | Guardians of the Galaxy Vol. 2                  | Ego the Living Planet                |                                   |
| 2018 | The Christmas Chronicles                        | Santa Claus                          | [ 5 ]                             |
| 2019 | Crypto                                          | Martin Duran, Sr.                    |                                   |
| 2019 | Once Upon a Time in Hollywood                   | Randy Lloyd / Người dẫn chuyện       | 2 vai diễn                        |
| 2019 | QT8: The First Eight                            | Chính mình                           | Phim tài liệu                     |
| 2020 | The Christmas Chronicles 2                      | Santa Claus                          | Also producer                     |
| 2021 | F9                                              | Mr. Nobody                           | [ 7 ]                             |

### Truyền hình
| Năm        | Tiêu đề                               | Vai                                          | Ghi chú |
| ---------- | ------------------------------------- | -------------------------------------------- | --- |
| 1962       | Dennis the Menace                     | Kevin                                        | Episode: "Wilson's Second Childhood" (uncredited)                                                                               |
| 1962       | The Dick Powell Show                  | Boy / Vernon                                 | 3 episodes |
| 1963       | Sam Benedict                          | Knute                                        | Episode: "Seventeen Gypsies and a Sinner Named Charlie"                                                                         |
| 1963       | The Eleventh Hour                     | Peter Hall                                   | Episode: "Everybody Knows You Left Me"                                                                                          |
| 1963       | Our Man Higgins                       | Bobby                                        | Episode: "Delinquent for a Day"                                                                                                 |
| 1963–1964  | The Travels of Jaimie McPheeters      | Jaimie McPheeters                            | Series regular (26 episodes) |
| 1964       | The Man From U.N.C.L.E.               | Christopher Larson                           | Episode: "The Finny Foot Affair"                                                                                                |
| 1964–1965  | The Virginian                         | Toby Shea / Andy Denning                     | Episodes: "A Father for Toby", "The Brothers"                                                                                   |
| 1964–1966  | The Fugitive                          | Eddie / Philip Gerard Jr.                    | Episodes: "Nemesis", "In a Plain Paper Wrapper"                                                                                 |
| 1964, 1974 | Gunsmoke                              | Packy Kerlin / Buck Henry                    | Episodes: "Blue Heaven" and "Trail of Bloodshed"                                                                                |
| 1965       | Gilligan's Island                     | Jungle Boy                                   | Episode: "Gilligan Meets Jungle Boy"                                                                                            |
| 1965       | The F.B.I.                            | Dan Winslow                                  | S1, E28: "The Tormentors" |
| 1965–1969  | Daniel Boone                          | Various                                      | 5 episodes |
| 1966       | Lost In Space                         | Quano                                        | Episode: "The Challenge" |
| 1966       | Laredo                                | Grey Smoke                                   | Episode: "Meanwhile, Back at the Reservation"                                                                                   |
| 1967       | The Road West                         | Jay Baker                                    | Episode: "Charade of Justice"                                                                                                   |
| 1967–1976  | Disneyland                            | Rich Evans / Pvt. Willie Prentiss / Narrator | 7 episodes |
| 1969       | Guns in the Heather                   | Rich                                         | Originally broadcast on Walt Disney's Wonderful World of Color; a.k.a. The Secret of Boyne Castle (European theatrical release) |
| 1969       | Then Came Bronson                     | William P. Lovering                          | Episode: "The Spitball Kid" |
| 1970       | Men at Law                            | Jerry Patman                                 | Episode: "This is Jerry, See Jerry Run"                                                                                         |
| 1970       | The High Chaparral                    | Dan Rondo                                    | Episode: "The Guns of Johnny Rondo"                                                                                             |
| 1970       | Love, American Style                  | Johnny                                       | Segment: "Love and the First-Nighters"                                                                                          |
| 1971       | Room 222                              | Tim                                          | Episode: "Paul Revere Rides Again"                                                                                              |
| 1973       | Love Story                            | Scott                                        | Episode: "Beginner's Luck" |
| 1974       | Hec Ramsey                            | Matthias Kane                                | Episode: "Scar Tissue" |
| 1974       | The New Land                          | Bo Larsen                                    | Series regular (6 episodes, plus 7 unaired)                                                                                     |
| 1974–1975  | Police Story                          | J.D. Crawford / Officer David Singer         | 2 episodes |
| 1975       | Harry O                               | Todd Conway                                  | Episode: "Double Jeopardy" |
| 1975       | The Deadly Tower                      | Charles Whitman                              | TV film |
| 1975       | Search for the Gods                   | Shan Mullins                                 | TV film |
| 1976       | The Quest                             | Morgan "Two Persons" Beaudine                | Series regular (15 episodes) |
| 1976       | The Quest: The Longest Drive          | Morgan "Two Persons" Beaudine                | TV film |
| 1977       | Hawaii Five-O                         | Peter Valchek                                | Episode: "Deadly Doubles" |
| 1977       | Christmas Miracle in Caufield, U.S.A. | Johnny                                       | TV film |
| 1979       | Elvis                                 | Elvis Presley                                | TV film |
| 1980       | Amber Waves                           | Laurence Kendall                             | TV film |
| 2021       | What If...?                           | Ego (lồng tiếng)                             | 2 episodes |